# Flugplatz Yalinga

i7
i11
i13
Der Flugplatz Yalinga (französisch Aérodrome de Yalinga, IATA-Code: AIG, ICAO-Code: FEFY) ist der Flugplatz von Yalinga, einer Ortschaft in der Präfektur Haute-Kotto im Osten der Zentralafrikanischen Republik.
Der Flugplatz liegt einen Kilometer nordöstlich der Siedlung auf einer Höhe von 602 m. Seine Start- und Landebahn ist unbefestigt und verfügt nicht über eine Befeuerung. Der Flugplatz kann nur tagsüber und nur nach Sichtflugregeln angeflogen werden. Er verfügt nicht über reguläre Passagierverbindungen.
Die Mitte der Piste ist höher gelegen als die beiden Enden. Starts sollten in Richtung Osten durchgeführt werden, da das westliche Ende der Piste recht steil abfällt.

## Geschichte
Der Flugplatz Yalinga wurde im Jahr 1957, während der französischen Kolonialzeit, für öffentlichen Verkehr geöffnet.